# Erinaceusyllis
Erinaceusyllis  is een geslacht van borstelwormen uit de familie van de Syllidae. Erinaceusyllis werd voor het eerst wetenschappelijk beschreven door San Martin in 2003.

## Soorten
- Erinaceusyllis barbarae Langeneck, Musco & Castelli, 2018[2]
- Erinaceusyllis belizensis (Russell, 1989)
- Erinaceusyllis bidentata (Hartmann-Schröder, 1974)
- Erinaceusyllis carrascoi Soto & San Martín, 2017
- Erinaceusyllis centroamericana (Hartmann-Schröder, 1959)
- Erinaceusyllis cirripapillata San Martín, 2005
- Erinaceusyllis cryptica (Ben-Eliahu, 1977)
- Erinaceusyllis erinaceus (Claparède, 1863)
- Erinaceusyllis ettiennei San Martín, 2005
- Erinaceusyllis hartmannschroederae San Martín, 2005
- Erinaceusyllis horrocksensis (Hartmann-Schröder, 1981)
- Erinaceusyllis kathrynae San Martín, 2005
- Erinaceusyllis opisthodentata (Hartmann-Schröder, 1987)
- Erinaceusyllis perspicax (Ehlers, 1908)
- Erinaceusyllis serratosetosa (Hartmann-Schröder, 1982)
- Erinaceusyllis subterranea (Hartmann-Schröder, 1965)